# Lecomtedoxa nogo
Lecomtedoxa nogo är en tvåhjärtbladig växtart som först beskrevs av Auguste Jean Baptiste Chevalier, och fick sitt nu gällande namn av André Aubréville. Lecomtedoxa nogo ingår i släktet Lecomtedoxa och familjen Sapotaceae. IUCN kategoriserar arten globalt som sårbar.
Artens utbredningsområde är Gabon. Inga underarter finns listade i Catalogue of Life.